# 1049
Cette page concerne l'année 1049  du calendrier julien.
L'année 1049 est une année commune qui commence un dimanche.

## Événements
- 14 janvier : Thierry IV de Hollande est assassiné dans une embuscade près de Dordrecht [1]
- 2 février : Bruno d'Eguisheim-Dagsburg, nommé par l'empereur Henri III dit Henri le Noir à la diète de Worms le 10 décembre 1048, est proclamé pape devant le peuple de Rome, devenant le 152e pape de l'Église catholique, sous le nom de Léon IX[2].
- 12 février : Léon IX est intronisé (fin du pontificat en 1054)[2].
- 22 février : Hugues de Sémur devient l'abbé et général de l'ordre de Cluny[3].

- Avril : Léon IX convoque un concile disciplinaire à Rome, qui dépose des évêques italiens convaincus de simonie[4].

- 1er mai : consécration du maître autel de la cathédrale Sainte-Marie de la citadelle de Nice[5].

- 3 octobre : ouverture du concile disciplinaire de Reims, présidé par le pape Léon IX. Il dépose des prélats simoniaques[6]. Le concile s'oppose au mariage de Guillaume le Bâtard avec Mathilde de Flandre[7].

- 1er novembre : dédicace de l'église de l'abbaye Saint-Hilaire-le-Grand de Poitiers,  en présence de treize archevêques et évêques, de la comtesse Agnès de Bourgogne et de son fils Guillaume VII Aigret, comte de Poitou et duc d'Aquitaine[8].
- 10 novembre : consécration de l'abbatiale Saint-Pierre-et-Saint-Paul d'Ottmarsheim en Alsace par le pape Léon IX[9].

- Roger, évêque de Châlons, puis l'année suivante Gauthier, évêque de Meaux et Wascelin de Chauny, conduisent des ambassades à Kiev pour négocier le mariage d'Anne, fille de Iaroslav le Sage, avec le roi des Francs Henri Ier[10].
- Consécration du cimetière de l'abbaye de Bouzonville[11].